# Corneliu Papură
Corneliu Papură (ur. 5 września 1973 w Krajowej) – rumuński piłkarz grający na pozycji defensywnego pomocnika lub środkowego obrońcy.

## Kariera klubowa
Papură urodził się w Krajowej. Piłkarską karierę rozpoczął w klubie Universitatea Krajowa, a 21 czerwca 1992 zadebiutował w pierwszej lidze w przegranym 0:2 wyjazdowym meczu z Rapidem Bukareszt. W 1993 roku zdobył Puchar Rumunii będąc jeszcze rezerwowym zawodnikiem. W pierwszym składzie Uniersitatei zaczął grać w sezonie 1993/1994 i wtedy też wywalczył wicemistrzostwo Rumunii. Sukces ten powtórzył z Universitateą rok później.
Latem 1996 Papură wyjechał do Francji. Został zawodnikiem Stade Rennais FC i w sezonie 1996/1997 pomógł mu w utrzymaniu w Ligue 1. Następny sezon spędził jednak w rezerwach klubu grając wyłącznie na szczeblu czwartoligowym i nie rozgrywając żadnego spotkania w pierwszym zespole, a w 1999 roku wrócił do Universitatei. Dwukrotnie bronił się przed spadkiem z ligi, a na początku 2001 roku przeszedł do Naționalu Bukareszt, gdzie spędził tylko pół roku.
Latem 2001 roku Corneliu został zawodnikiem izraelskiego Beitaru Jerozolima. W klubie tym grał w wyjściowej jedenastce, jednak nie osiągnął sukcesu zajmując 10. miejsce w lidze izraelskiej. Latem 2002 znów był piłkarzem Universitatei i w 2003 zajął z nią 7. miejsce w lidze, a rok później – 4. W 2005 roku wyjechał na Cypr i przez pół roku grywał w barwach AEL Limassol w tamtejszej Division A. W 2005 roku trafił aż do Chin. Najpierw grał przez rok w drugoligowym Changchun Yatai, a następnie w pierwszoligowcu Guangzhou Yiyao. W 2007 roku drugi raz w karierze został piłkarzem Naționalu, z którym spadł do drugiej ligi rumuńskiej.
| Sezon   | Klub                  | Kraj    | Rozgrywki            | Mecze | Bramki |
| ------- | --------------------- | ------- | -------------------- | ----- | ------ |
| 1991/92 | Universitatea Krajowa | Rumunia | Divizia A            | 1     | 0      |
| 1992/93 | Universitatea Krajowa | Rumunia | Divizia A            | 12    | 0      |
| 1993/94 | Universitatea Krajowa | Rumunia | Divizia A            | 30    | 2      |
| 1994/95 | Universitatea Krajowa | Rumunia | Divizia A            | 30    | 0      |
| 1995/96 | Universitatea Krajowa | Rumunia | Divizia A            | 28    | 2      |
| 1996/97 | Stade Rennais FC      | Francja | Ligue 1              | 26    | 2      |
| 1997/98 | Stade Rennais FC B    | Francja | CFA                  | 14    | 2      |
| 1998/99 | Stade Rennais FC B    | Francja | CFA                  | 6     | 0      |
| 1998/99 | Universitatea Krajowa | Rumunia | Divizia A            | 14    | 1      |
| 1999/00 | Universitatea Krajowa | Rumunia | Divizia A            | 28    | 1      |
| 2000/01 | Universitatea Krajowa | Rumunia | Divizia A            | 11    | 1      |
| 2000/01 | Național Bukareszt    | Rumunia | Divizia A            | 4     | 0      |
| 2001/02 | Național Bukareszt    | Rumunia | Divizia A            | 8     | 1      |
| 2001/02 | Beitar Jerozolima     | Izrael  | Ligat ha’Al          | 25    | 1      |
| 2002/03 | Universitatea Krajowa | Rumunia | Divizia A            | 28    | 4      |
| 2003/04 | Universitatea Krajowa | Rumunia | Divizia A            | 29    | 2      |
| 2004/05 | Universitatea Krajowa | Rumunia | Divizia A            | 15    | 0      |
| 2004/05 | AEL Limassol          | Cypr    | Division A           | 10    | 1      |
| 2005    | Changchun Yatai       | Chiny   | 2. liga              | 12    | 2      |
| 2006    | Guangzhou Yiyao       | Chiny   | Chinese Super League | 19    | 1      |
| 2006/07 | Național Bukareszt    | Rumunia | Divizia A            | 13    | 0      |

## Kariera reprezentacyjna
W reprezentacji Rumunii Papură zadebiutował 13 lutego 1994 roku w wygranym 2:1 towarzyskim meczu z USA. W 1994 roku był w kadrze Rumunii na Mistrzostwach Świata w USA. Tam wystąpił we dwóch meczach: grupowym z Kolumbią (3:1) oraz w 1/8 finału z Argentyną, wygranym 3:2. W drużynie narodowej wystąpił 12 razy i nie zdobył gola.